# Tour de Bretagne 2022
Il Tour de Bretagne 2022, cinquantaseiesima edizione della corsa, valida come prova del circuito UCI Europe Tour 2022 categoria 2.2, si è svolta dal 25 aprile al 1º maggio su un percorso di 1201,5 km, suddiviso in sette tappe, con partenza da Guenrouet e arrivo a Lannion, in Francia. La vittoria fu appannaggio del francese Johan Le Bon, che completò il percorso in 27h04'40", alla media di 44,337 km/h, precedendo i connazionali Alex Baudin e Mathis Le Berre.
Sul traguardo di Lannion 110 corridori, dei 143 partiti da Guenrouet, portarono a termine la competizione.

## Tappe
| Tappa  | Data      | Percorso                             | km      | Vincitore di tappa | Leader cl. generale |
| ------ | --------- | ------------------------------------ | ------- | ------------------ | ------------------- |
| 1ª     | 25 aprile | Guenrouet > Sainte-Reine-de-Bretagne | 162,3   | Mickaël Guichard   | Mickaël Guichard    |
| 2ª     | 26 aprile | Missillac > La Chapelle-Bouëxic      | 152     | Johan Le Bon       | Johan Le Bon        |
| 3ª     | 27 aprile | Lohéac > Le Hinglé                   | 171,7   | Alex Baudin        | Alex Baudin         |
| 4ª     | 28 aprile | Saint-Jacut-de-la-Mer > Guillac      | 164,7   | Casper van Uden    | Alex Baudin         |
| 5ª     | 29 aprile | Ploërmel > Scaër                     | 193,2   | Elmar Reinders     | Alex Baudin         |
| 6ª     | 30 aprile | Plumergat > Camors                   | 162,1   | Ewen Costiou       | Alex Baudin         |
| 7ª     | 1º maggio | Ploumilliau > Lannion                | 195,5   | Johan Le Bon       | Johan Le Bon        |
| Totale | Totale    | Totale                               | 1 201,5 |                    |                     |

## Dettagli delle tappe

### 1ª tappa
- 25 aprile: Guenrouet > Sainte-Reine-de-Bretagne – 162,3 km

Risultati
| Pos. | Corridore        | Squadra    | Tempo    |
| ---- | ---------------- | ---------- | -------- |
| 1    | Mickaël Guichard | WB-Fybolia | 3h34'53" |
| 2    | Arthur Kluckers  | Leopard    | a 5"     |
| 3    | Casper van Uden  | DT DSM     | a 7"     |

| Pos. | Corridore        | Squadra    | Tempo    |
| ---- | ---------------- | ---------- | -------- |
| 1    | Mickaël Guichard | WB-Fybolia | 3h07'14" |
| 2    | Arthur Kluckers  | Leopard    | a 8"     |
| 3    | Casper van Uden  | DT DSM     | a 17"    |

### 2ª tappa
- 26 aprile: Missillac > La Chapelle-Bouëxic – 152 km

Risultati
| Pos. | Corridore        | Squadra     | Tempo    |
| ---- | ---------------- | ----------- | -------- |
| 1    | Johan Le Bon     | Dinan       | 3h30'14" |
| 2    | Jensen Plowright | Groupama C. | s.t.     |
| 3    | Casper van Uden  | DT DSM      | s.t.     |

| Pos. | Corridore       | Squadra      | Tempo    |
| ---- | --------------- | ------------ | -------- |
| 1    | Johan Le Bon    | Dinan        | 7h05'04" |
| 2    | Mathis Le Berre | Côtes d'Arm. | a 1"     |
| 3    | Casper van Uden | DT DSM       | a 2"     |

### 3ª tappa
- 27 aprile: Lohéac > Le Hinglé - 171,7 km

Risultati
| Pos. | Corridore       | Squadra | Tempo    |
| ---- | --------------- | ------- | -------- |
| 1    | Alex Baudin     | Tudor   | 4h04'28" |
| 2    | Antonio Puppio  | Israel  | a 3"     |
| 3    | Donavan Grondin | Arkéa   | s.t.     |

| Pos. | Corridore      | Squadra | Tempo     |
| ---- | -------------- | ------- | --------- |
| 1    | Alex Baudin    | Tudor   | 11h09'32" |
| 2    | Johan Le Bon   | Dinan   | a 4"      |
| 3    | Antonio Puppio | Israel  | a 7"      |

### 4ª tappa
- 28 aprile: Saint-Jacut-de-la-Mer > Guillac – 164,7 km

Risultati
| Pos. | Corridore       | Squadra     | Tempo    |
| ---- | --------------- | ----------- | -------- |
| 1    | Casper van Uden | DT DSM      | 3h49'12" |
| 2    | Paul Penhoët    | Groupama C. | s.t.     |
| 3    | Antonio Angulo  | Euskaltel   | s.t.     |

| Pos. | Corridore      | Squadra | Tempo     |
| ---- | -------------- | ------- | --------- |
| 1    | Alex Baudin    | Tudor   | 14h58'44" |
| 2    | Johan Le Bon   | Dinan   | a 4"      |
| 3    | Antonio Puppio | Israel  | a 7"      |

### 5ª tappa
- 29 aprile: Ploërmel > Scaër – 193,2 km

Risultati
| Pos. | Corridore      | Squadra     | Tempo    |
| ---- | -------------- | ----------- | -------- |
| 1    | Elmar Reinders | Riwal       | 4h30'57" |
| 2    | Paul Penhoët   | Groupama C. | s.t.     |
| 3    | Riley Pickrell | Israel      | s.t.     |

| Pos. | Corridore      | Squadra | Tempo     |
| ---- | -------------- | ------- | --------- |
| 1    | Alex Baudin    | Tudor   | 19h29'41" |
| 2    | Johan Le Bon   | Dinan   | a 4"      |
| 3    | Antonio Puppio | Israel  | a 7"      |

### 6ª tappa
- 30 aprile: Plumergat > Camors – 162,1 km

Risultati
| Pos. | Corridore       | Squadra      | Tempo    |
| ---- | --------------- | ------------ | -------- |
| 1    | Ewen Costiou    | Côtes d'Arm. | 4h00'06" |
| 2    | Donavan Grondin | Arkéa        | a 5"     |
| 3    | Elmar Reinders  | Riwal        | s.t.     |

| Pos. | Corridore      | Squadra | Tempo     |
| ---- | -------------- | ------- | --------- |
| 1    | Alex Baudin    | Tudor   | 23h29'52" |
| 2    | Johan Le Bon   | Dinan   | a 4"      |
| 3    | Antonio Puppio | Israel  | a 7"      |

### 7ª tappa
- 1º maggio: Ploumilliau > Lannion – 195,5 km

Risultati
| Pos. | Corridore        | Squadra    | Tempo    |
| ---- | ---------------- | ---------- | -------- |
| 1    | Johan Le Bon     | Dinan      | 3h34'54" |
| 2    | Jean-Louis Le Ny | WB-Fybolia | a 59"    |
| 3    | Axel Laurance    | B&B Hotels | s.t.     |

| Pos. | Corridore       | Squadra      | Tempo     |
| ---- | --------------- | ------------ | --------- |
| 1    | Johan Le Bon    | Dinan        | 27h04'40" |
| 2    | Alex Baudin     | Tudor        | a 1'03"   |
| 3    | Mathis Le Berre | Côtes d'Arm. | a 1'31"   |

## Classifiche finali

### Classifica generale
| Pos. | Corridore         | Squadra      | Tempo     |
| ---- | ----------------- | ------------ | --------- |
| 1    | Johan Le Bon      | Dinan        | 27h04'40" |
| 2    | Alex Baudin       | Tudor        | a 1'03"   |
| 3    | Mathis Le Berre   | Côtes d'Arm. | a 1'31"   |
| 4    | Jean-Louis Le Ny  | WB-Fybolia   | a 1'34"   |
| 5    | Antonio Angulo    | Euskaltel    | a 1'35"   |
| 6    | Clément Alleno    | Dinan        | a 1'43"   |
| 7    | Romain Hardy      | Arkéa        | s.t.      |
| 8    | Thomas Gachignard | Sojasun      | s.t.      |
| 9    | Loe van Belle     | Jumbo DT     | a 1'52"   |
| 10   | Axel Laurance     | B&B Hotels   | a 2'09"   |